# Andrzej Renard
Andrzej Maria Renard, Andreas Maria Graf von Renard (ur. 12 stycznia 1795 r. w Opawie, zm. 21 listopada 1874 r.), hrabia ze Strzelec Opolskich, spadkobierca Colonnów, generał wojsk saskich, pochodzenia francuskiego, jeden z twórców nowoczesnego przemysłu na Górnym Śląsku i w Zagłębiu Dąbrowskim. Właściciel 41% udziałów kolei Warszawsko-Wiedeńskiej. Założył w okolicach Zawadzkiego rezerwat zwierzyny leśnej, który obejmował 19 400 morgów (4 840 ha) powierzchni leśnej.

## Życiorys
Andrzej Renard urodził się 12 stycznia 1795 r. w Opawie. Był absolwentem prawa uniwersytetu w Berlinie. W 1815 r. został właścicielem Strzelec Opolskich. W 1820 r. Renarda przyjęto do zakonu maltańskiego. W 1824 r. założył dla robotników żędowickiej huty kolonię w Zawadzkiem, zwaną Bemowskie (dziś jest to okolica skrzyżowania ul. Opolskiej i Paderewskiego). W 1825 r. ożenił się z Eufemią Anną von Rudzinski. W 1825 r. założył stadninę w Olszowej, rozsławioną w całej Europie, gdzie hodowano konie wyjazdowe i do konnej jazdy. W 1832 r. rozpoczął trzydziestoletni proces zakładania parku w Strzelcach Opolskich. W tym celu wysłał swego ogrodnika Schmidta do Londynu, aby ten zrobił plany i przeprowadził studia krajobrazowe tamtejszych parków.
W 1836 r. stworzył hutę żelaza w Zawadzkiem na lewym brzegu Małej Panwi. Od 1846 był posłem do parlamentu w Berlinie. 26 kwietnia 1853 r. żona hrabiego Eufemia zmarła w wieku 52 lat. W 1855 r. hrabia Renard sprzedał swoje zakłady nad Małą Panwią spółce "Minerva", zachowując w niej pakiet kontrolny akcji. 7 października 1855 r. w wieku 24 lat w czasie polowania na słonki zginął młodszy syn Andrzeja, Hipolit. Został on postrzelony przez swą siedemnastoletnią żonę Laurę z rodu Henckel von Donnersmarck. Hrabia Renard bardzo ubolewał nad śmiercią swojego syna. Hipolit Renard został pochowany w mauzoleum w parku obok zamku. W 1856 r. w kolonii Kąty (Staniszcze Wielkie, obecne Leśnictwo Dębie) hr. Andrzej Renard wybudował zamek myśliwski, w którym mieści się dziś Dom Pomocy Społecznej dla Dzieci.
W 1856 r. nabył od siostrzenicy księcia Ludwika zu Anhalt-Koethen-Pless, Szarlotty von Stolberg–Wernigerode dla swojego syna Jana Marii Renarda (1829–1874) dobra sieleckie z istniejącymi zakładami przemysłowymi i zamkiem w Sielcu, które rozbudował. Jan, który pełnił funkcję konsula pruskiego w Wiedniu, zmarł 7 marca 1874 r.. Po śmierci drugiego syna hrabia Andrzej Renard podupadł na zdrowiu i zmarł 21 listopada 1874 r., mając prawie 80 lat.

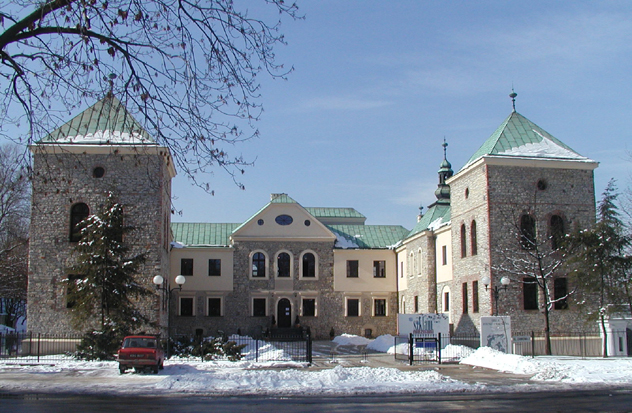
Zamek Sielecki w Sosnowcu
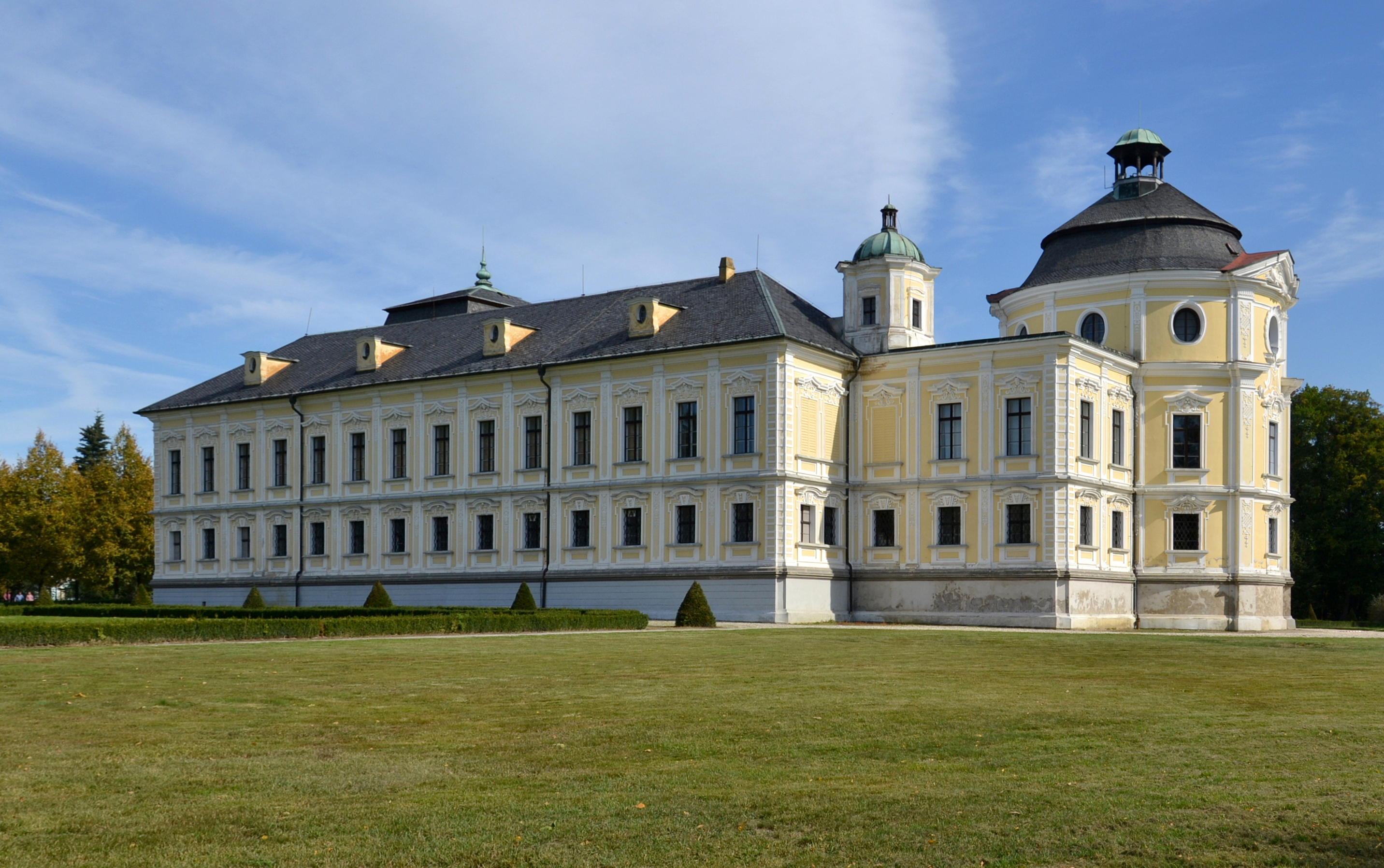
Pałac w Kravařach